# Eduardo Rey Muñoz
Pour les articles homonymes, voir Rey et Muñoz.
Eduardo Alberto Rey Muñoz, né à Lima au Pérou le 7 août 1957, est un footballeur péruvien. Il jouait au poste d'attaquant.

## Biographie

### Carrière en club
Surnommé Cochoy, Eduardo Rey Muñoz est formé à l'Alianza Lima. Il s'engage avec l'Unión Huaral en 1975 avec lequel il est sacré champion du Pérou en 1976. En 1980, il intègre l'Universitario de Deportes. En dix saisons passées au sein de « la U », il remporte trois championnats du Pérou en 1982, 1985 et 1987. Après une dernière pige à l'Alianza Lima en 1990, il termine sa carrière en 1991 au sein du club qui l'avait lancé à ses débuts, l'Unión Huaral.
Au niveau international, Eduardo Rey Muñoz dispute six éditions de la Copa Libertadores, une avec l'Unión Huaral en 1977 et cinq avec l'Universitario (en 1983, 1985, 1986, 1988 et 1989). Il joue au total 39 matchs dans cette compétition (10 buts marqués).

### Carrière en équipe nationale
International péruvien, Eduardo Rey Muñoz dispute 23 matchs en équipe du Pérou entre 1980 et 1989. Il participe notamment à deux Copa América en 1983 et 1989 et marque son seul but international au cours d'un match amical contre le Venezuela, le 18 mai 1989 (victoire 2-1).

## Palmarès
| Unión Huaral - Championnat du Pérou (1) : - Champion : 1976. |  | Universitario de Deportes - Championnat du Pérou (3) : - Champion : 1982, 1985 et 1987. |